# Římskokatolická farnost Nová Bystřice
Římskokatolická farnost Nová Bystřice je územním společenstvím římských katolíků v rámci jindřichohradeckého vikariátu českobudějovické diecéze.

## O farnosti

### Historie
Plebánie v Nové Bystřici byla zřízena v roce 1355 a původně náležela do pasovské diecéze a později se stala součástí diecéze českobudějovické. V letech 1940–1945 byla nuceně spravována z diecéze St. Pölten, poté byla navrácena do českobudějovické diecéze.

### Současnost
Farnost v Nové Bystřici neměla do září roku 2016 sídelního duchovního správce, a byla administrována ex currendo z proboštství v Jindřichově Hradci. Od 29. září 2016 byl opět ustanoven kněz přímo do Nové Bystřice. Ten rovněž administruje ex currendo farnosti Číměř, Hůrky, Klášter a Staré Město pod Landštejnem.
| Kostel                         | Místo         | Bohoslužba             | Bohoslužba             | Poznámka     |
| ------------------------------ | ------------- | ---------------------- | ---------------------- | ------------ |
| Kaple                          | Albeř         | neslouží se pravidelně | neslouží se pravidelně | obecní kaple |
| Kaple sv. Antonína Paduánského | Artolec       | neslouží se pravidelně | neslouží se pravidelně | obecní kaple |
| Kaple                          | Hradiště      | neslouží se pravidelně | neslouží se pravidelně | obecní kaple |
| Kostel sv. Petra a Pavla       | Nová Bystřice | neděle                 | 9.00                   | farní kostel |
| Kaple                          | Potočná       | neslouží se pravidelně | neslouží se pravidelně | obecní kaple |